# Scaphochlamys oculata
Scaphochlamys oculata là một loài thực vật có hoa trong họ Gừng. Loài này được Henry Nicholas Ridley miêu tả khoa học đầu tiên năm 1899  dưới danh pháp Gastrochilus oculata (đúng ra là Gastrochilus oculatus do Gastrochilus là danh từ giống đực). Năm 1950, Richard Eric Holttum chuyển nó sang chi Scaphochlamys.

## Mẫu định danh
Mẫu định danh: Ridley H.N. 8484; do Henry Nicholas Ridley thu thập năm 1897 ở cao độ ~457 - 500 m, tọa độ 3°18′59″B 101°43′55″Đ / 3,31639°B 101,73194°Đ, đường hẻm Pahang, bang Selangor, Malaysia bán đảo. Mẫu lectotype lưu giữ Vườn Thực vật Hoàng gia tại Kew (K).

## Phân bố
Loài này có tại các bang Negeri Sembilan, Pahang và Selangor, miền trung Malaysia bán đảo. Được tìm thấy trong các khu rừng khộp (Dipterocarpaceae) từ vùng đất thấp tới vùng đồi. Loài này phát triển tốt trong các thung lũng, đặc biệt là trên nền rừng với lớp mùn dày, ở cao độ 110 – 565 m.

## Mô tả
Thân rễ thanh mảnh, bò lan khá dài, khoảng cách giữa các chồi lá tới 10 cm. Các chồi lá 1 lá và vài bẹ không phiến lá; bẹ dài nhất tới ~10 cm, nhẵn nhụi hoặc hơi có lông; phiến lá hình trứng, nhẵn nhụi, dài 20–25 cm, rộng 8–12 cm, màu xanh lục sẫm, mặt dưới màu ánh tía, thường rộng nhất gần đáy, đáy thuôn tròn đến hình tim và hơi men xuống cuống lá, đỉnh nhọn rộng, không hoặc chỉ hơi nhọn thon; các gân rõ nét ~14; cuống lá dài tới 25–28 cm, nhẵn nhụi; bẹ dài ~5 cm. Cán hoa thanh mảnh, ngắn, dài 2–5 cm, ở bên, có lông ngắn về phía đỉnh; cuống cụm hoa dài 2,5 cm, bao bọc trong bẹ ở đáy cuống lá. Cành hoa bông thóc, hình trứng, kết đặc, dài 3,8–5 cm, rộng 2,5 cm, với ~15 lá bắc xếp lợp. Lá bắc hình trứng tới hình mác, dài 2,7-3,5 cm, rộng tới 1,3-1,5 cm, màu đỏ, gần như nhẵn nhụi, mép nhẵn mỏng hẹp, đỉnh hơi tỏa rộng nhưng không uốn ngược, các lá bắc dưới tù, các lá bắc trên nhọn. Lá bắc con thứ nhất dài tới 2,5 cm và rộng 1,2 cm, 3 thùy; thứ hai tới 2,2 cm; thứ ba tới 1,8 cm. Hoa 2-3 trong mỗi lá bắc. Đài hoa với bầu nhụy dài 1,3-1,5 cm, 2 thùy rất ngắn. Ống tràng dài 2,5–3 cm, hơi nở rộng về phía trên, các thùy hình mác, nhọn, dài 1,5-1,9 cm, màu trắng; thùy tràng lưng rộng 6 mm tại đáy. Nhị lép thuôn dài, hình mác, tù rộng hay thuôn tròn, có lông tơ, dài 1,3-1,9 cm, rộng 5 mm, màu trắng. Cánh môi hình trứng ngược, dài ~2,2 cm và rộng 1,5 cm hoặc hơn, màu trắng, 2 thùy tới gần 50% chiều dài về phía đáy, dải giữa màu vàng với 2 vệt màu đỏ thắm sẫm ở đáy (đôi khi không có). Chỉ nhị ngắn và rộng, dài ~3 mm; bao phấn mập, dài ~5 mm, cong về phía trước, các ngăn bao phấn phân nhánh với rãnh sâu giữa chúng, rời tại đáy, có lông tơ; mào bao phấn rất ngắn, thuôn tròn, hầu như không uốn ngược, không rộng hơn phần còn lại của bao phấn.
S. oculata giống S. biloba ở chỗ có kiểu bò lan với chồi lá 1 lá thường có cuống dài, cụm hoa nhỏ với cuống ngắn, mào bao phấn nhỏ và màu của hoa. Tuy nhiên, nó khác ở chỗ đáy lá rộng hơn, các lá bắc rộng hơn chứa tới 3 hoa. Rất có thể là S. oculata và S. concinna là đồng loài và nếu điều này là đúng thì danh pháp của chúng sẽ là S. concinna (do danh pháp này có trước).